# Chicago Vandtårn
Chicago Vandtårn er et contributing property i Old Chicago Water Tower District. Tårnet er beliggende nær Loyola University Chicagos campus i midtbyen og tjener som et af Chicago Office of Tourisms officielle besøgscentre. Chicago Vandtårn er det næstældste vandtårn i USA efter Louisville Vandtårn i Louisville, Kentucky.
Tårnet, der er opført i 1869 af arkitekt William W. Boyington af gulnede Joliet-kalksten, er 47 meter højt.